# 1861年7月8日日食
1861年7月8日日食为一次在协调世界时1861年7月8日出現的日環食。該次日食食分為0.9979，食甚維持0分14秒。

## 概述
這次日食的食分是0.9979，環食維持0分14秒。

## 基本參數
- 類型：日環食
- 食甚資料：
  - 日期：1861年7月8日
  - 時間：2時10分26秒
  - 地點：10N 146E
  - 食分：0.9979
  - 日環食持續時間：0分14秒

## 外部連結
- NASA日食專頁（页面存档备份，存于）（英文）